# Christa McAuliffe
Sharon Christa McAuliffe, z d. Corrigan (ur. 2 września 1948 w Bostonie, zm. 28 stycznia 1986 nad półwyspem florydzkim) – amerykańska astronautka i nauczycielka. Poniosła śmierć na pokładzie wahadłowca Challenger, który rozpadł się 73 sekundy po starcie z Przylądka Canaveral.

## Zarys biografii

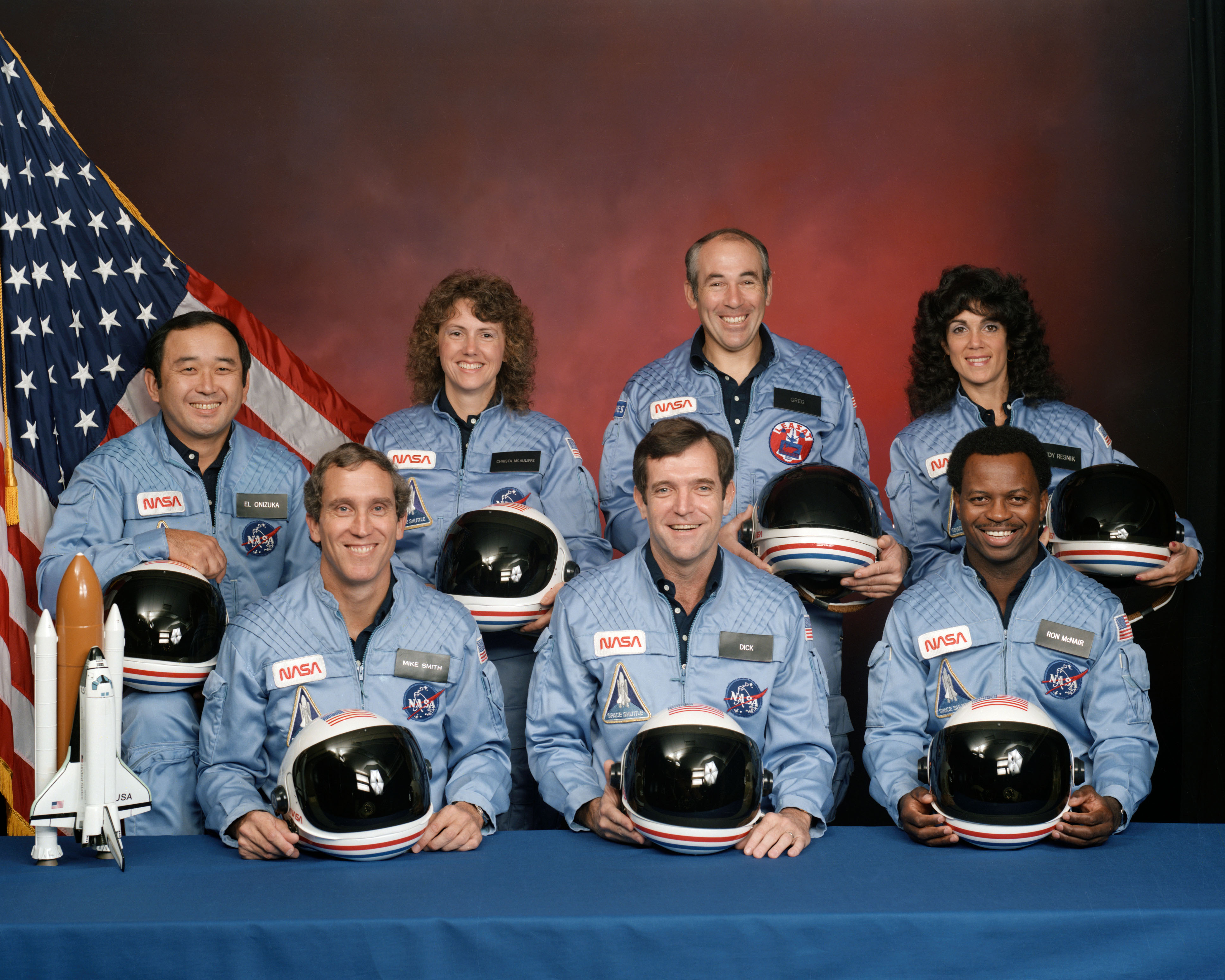
Załoga Challengera

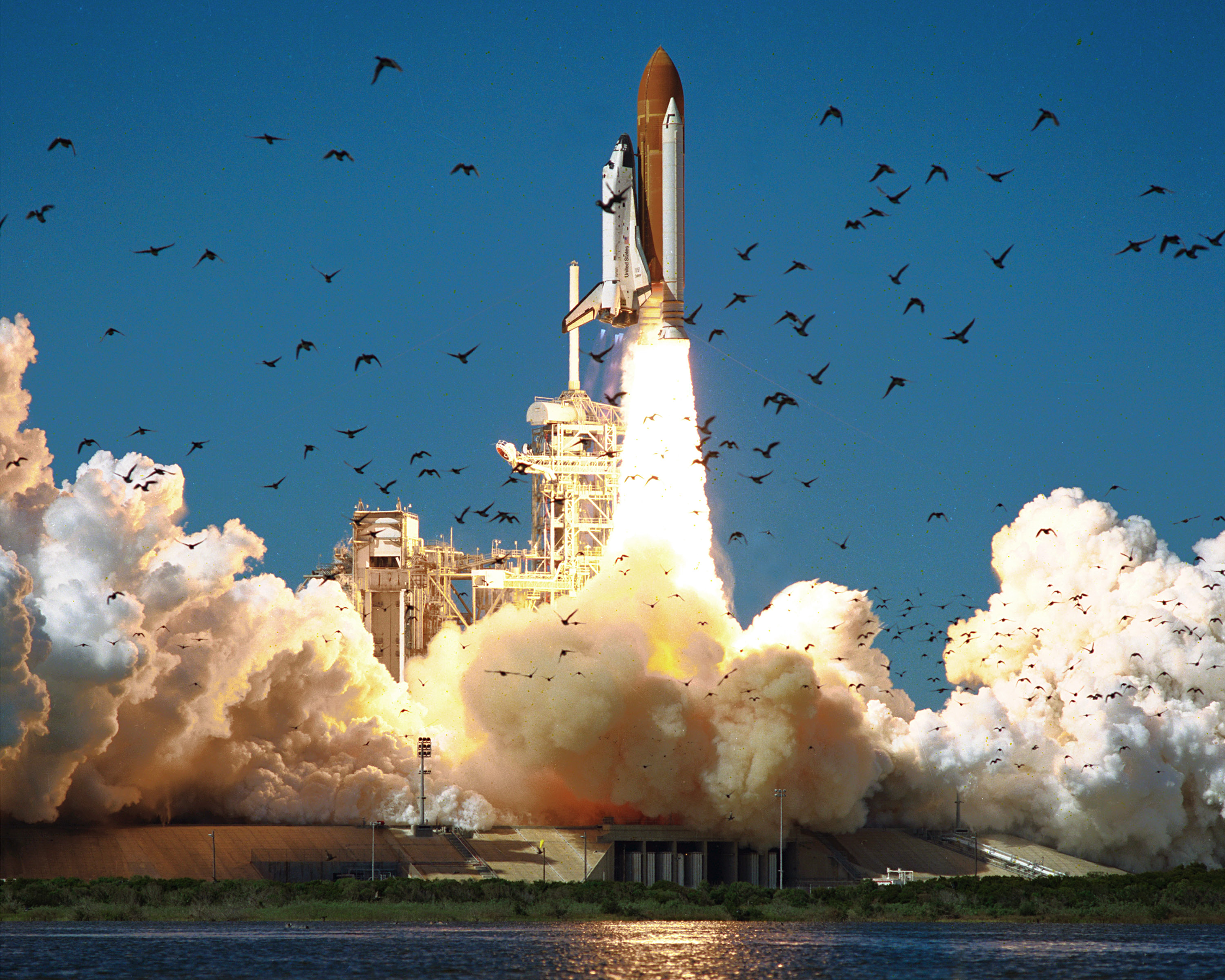
Start Challengera

Urodziła się 2 września 1948 w Bostonie jako najstarsze dziecko Edwarda i Grace Corriganów. Wychowała się w Framingham, gdzie w 1966 ukończyła szkołę średnią (Marian High School), a cztery lata później uczelnię wyższą (Framingham State College), otrzymując licencjat w dziedzinie nauk humanistycznych (edukacja i historia). W 1978 uzyskała magisterium w Bowie State College.
1 lipca 1985 zakwalifikowała się do korpusu astronautów NASA jako kandydatka na specjalistę misji-edukatora. Znalazła się wśród 10 spośród 11000 nauczycieli, którzy przystąpili do eliminacji. 19 lipca 1985 wiceprezydent USA George H.W. Bush ogłosił, że to właśnie ona została wybrana spośród wąskiej grupy 10 nauczycieli. Miała być pierwszą osobą reprezentującą ten zawód, która znalazła się w kosmosie. Zyskała sławę i występowała w wielu programach telewizyjnych takich jak Good Morning America czy CBS Morning News.
Pośmiertnie została odznaczona Congressional Space Medal of Honor. W 2021 roku System Rezerwy Federalnej wyemitował upamiętniającą ją monetę okolicznościową o nominale 1 dolara.

## Zobacz też

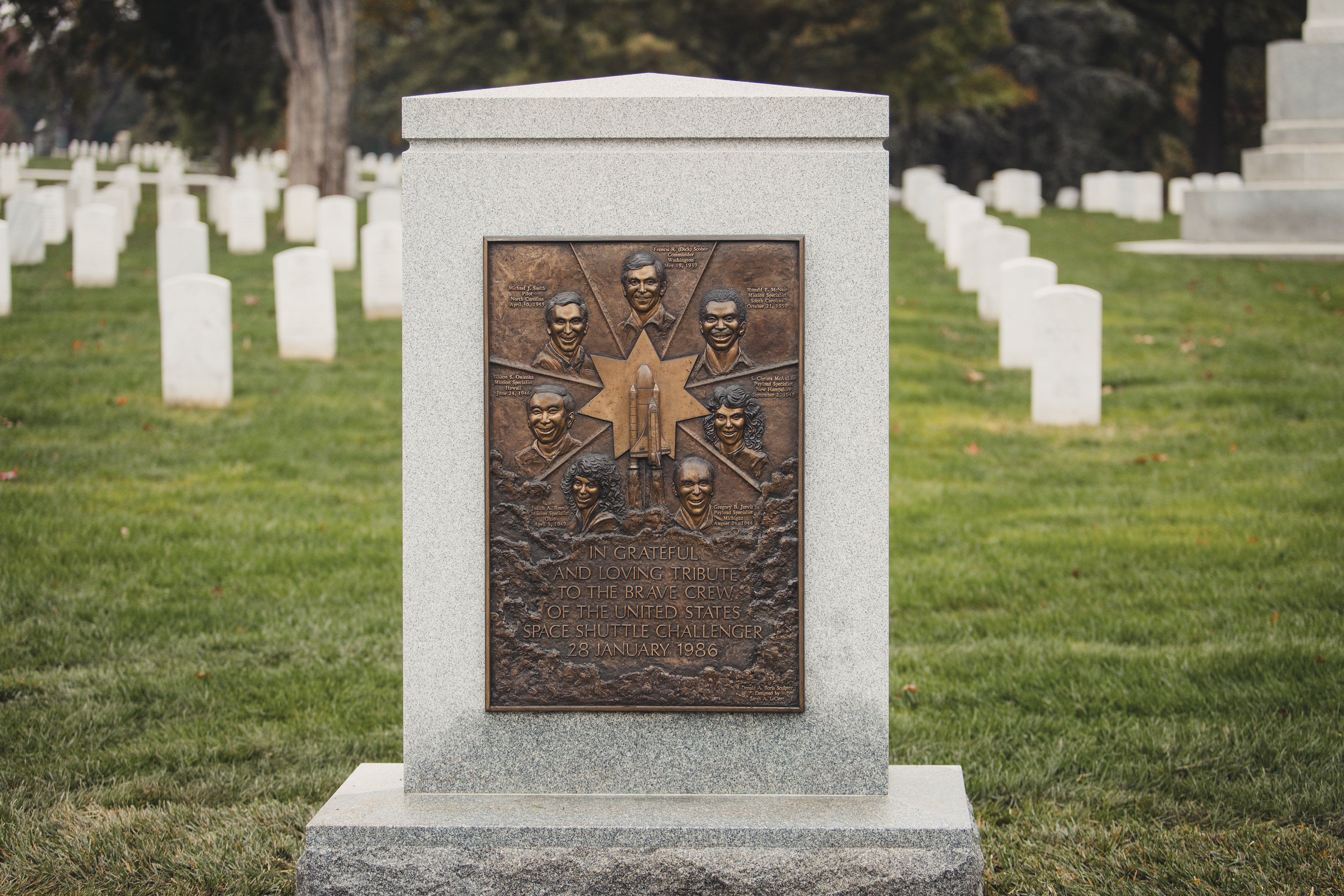
Grób w którym pochowano odnalezione szczątki załogi Chalengera